# Důl Julius (Cvrčovice)
Důl Julius v Cvrčovicích byl černouhelným hlubinným dolem založeným v roce 1871 Pražskou železářskou společností, a.s., který byl poslední hloubenou jámou v oblasti.

## Historie
Jáma Julius byla hloubena v letech 1871–1879 v důlních mírách těžaře Václava Černého, které tento nabyl od kladenské vrchnosti. Hloubka těžní jámy byla 188,2 m a byla hloubena v soudkovitém průřezu 5,8 x 3,0 m. Jámou byla dosažena sloj o mocnosti 3,1 m. K odvedení důlních větrů a vody byla využívána štola Segen Gottes (Boží Požehnání).  V letech 1879–1881 byl proveden geologický průzkum a ověřeny nové sloje o malé mocnosti s tektonickým narušením. Přes obec Cvrčovice vede tzv. Cvrčovický zlom. Těžba na dole Julius nebyla zahájena. V roce 1884 došlo mezi společnostmi Buštěhradské dráhy (BD) a Pražskou železářskou společností (PŽS) k výměně důlních polí. BD za část důlního pole dolu Julius, které bylo připojeno k dolu Ferdinand, postoupila PŽS srovnatelnou část důlního pole dolu Ludmila, které bylo připojeno k dolu Naděje (Hoffnung). V letech 1914–1917 malou část uhelných zásob vytěžil důl Theodor v Pcherách. V roce 1931 byla jáma Julius předána obci, která ji měla využívat jako odpadní jámu. Po smrtelném úrazu v roce 1890 byla jáma zabedněna. Řádné uzavření jámy bylo provedeno v roce 2002 společností Českomoravské doly,a.s.
Důl se nacházel v blízkosti železniční vlečky, která vedla k dolu Ferdinand, ale nebyl na ni napojen.